# Бахмутський провулок
Бахмутський прову́лок — провулок у Дарницькому районі міста Києва, селище Бортничі. Пролягає від безіменного проїзду, що сполучає вулицю Крилова та 1-й Левадний провулок до кінця забудови.

## Історія
Виник у 2010-х під назвою 1-й провулок Крилова.
Сучасна назва, що походить від міста Бахмут, — з 2023 року.